# Alfajor (Latinoamérica)
El alfajor es un postre dulce que comparte el origen con su homónimo español, un dulce tradicional de la gastronomía de al-Ándalus, aunque guarde más similitudes con el alajú, en cuanto a su elaboración. Fue difundido en América durante el Imperio Español. Su nombre proviene del árabe andalusí al-hasú que significa «el relleno».
El característico formato redondo o de oblea de la mayoría de las variedades de este alfajor proviene de España, donde se encuentran antecedentes desde por lo menos el siglo XVIII.
Esta variedad se compone de dos o más galletas unidas por un relleno dulce y generalmente bañadas en chocolate, glaseado o azúcar en polvo. El relleno puede ser de dulce de leche o miel, aunque también existen alfajores de frutas, mousse de chocolate y varios diferentes.
El alfajor, en distintas variedades, es un postre difundido en la mayoría de países hispanoamericanos.

## Historia
Debido a la popularidad del alfajor español, estos iban ya en los almacenes de las primeras naves de los españoles que se dirigían a América. Las primeras referencias de su presencia en América mencionan a Venezuela y al Perú, [cita requerida] donde les eran dados como ración a las tropas españolas. La popularidad de este dulce en el siglo XVI queda patente en obras literarias como las de Guzmán de Alfarache.
Su origen se emparenta con otros productos de la cocina árabe como el turrón de almíbar. El antecedente más cercano del alfajor sudamericano está en los andaluces alfajores de Valverde del Camino, provincia de Huelva, donde se fabrican artesanalmente las tortas de alfajor, que consisten en una masa de miel, almendras, pan molido, canela, clavo y matalahuva que rellena dos obleas. Estas obleas son popularmente llamadas hostias por fabricarse de la misma forma que las que se consagran en la misa católica. Suelen venderse envueltos en celofán y está documentada su elaboración desde el siglo XVIII. A su fama han contribuido las alfajoreras, mujeres de Valverde que se desplazaban a las Ferias y Romerías de la región con sus puestos de dulces y turrón, con un circuito que empezaba en la Feria de Sevilla y terminaba en la fiesta de Todos los Santos en la Feria de Niebla. Los mejores «cantaores» de fandangos llevan en su repertorio una letrilla popular que dice:

Dos cosas tiene Valverde
que no las tiene La Habana
tortillas de gurumelos
y alfajor de Las Manzanas.

## En el presente

### Argentina
El alfajor lleva elaborándose y consumiéndose desde tiempos coloniales en territorios que a día de hoy son parte de la Argentina.

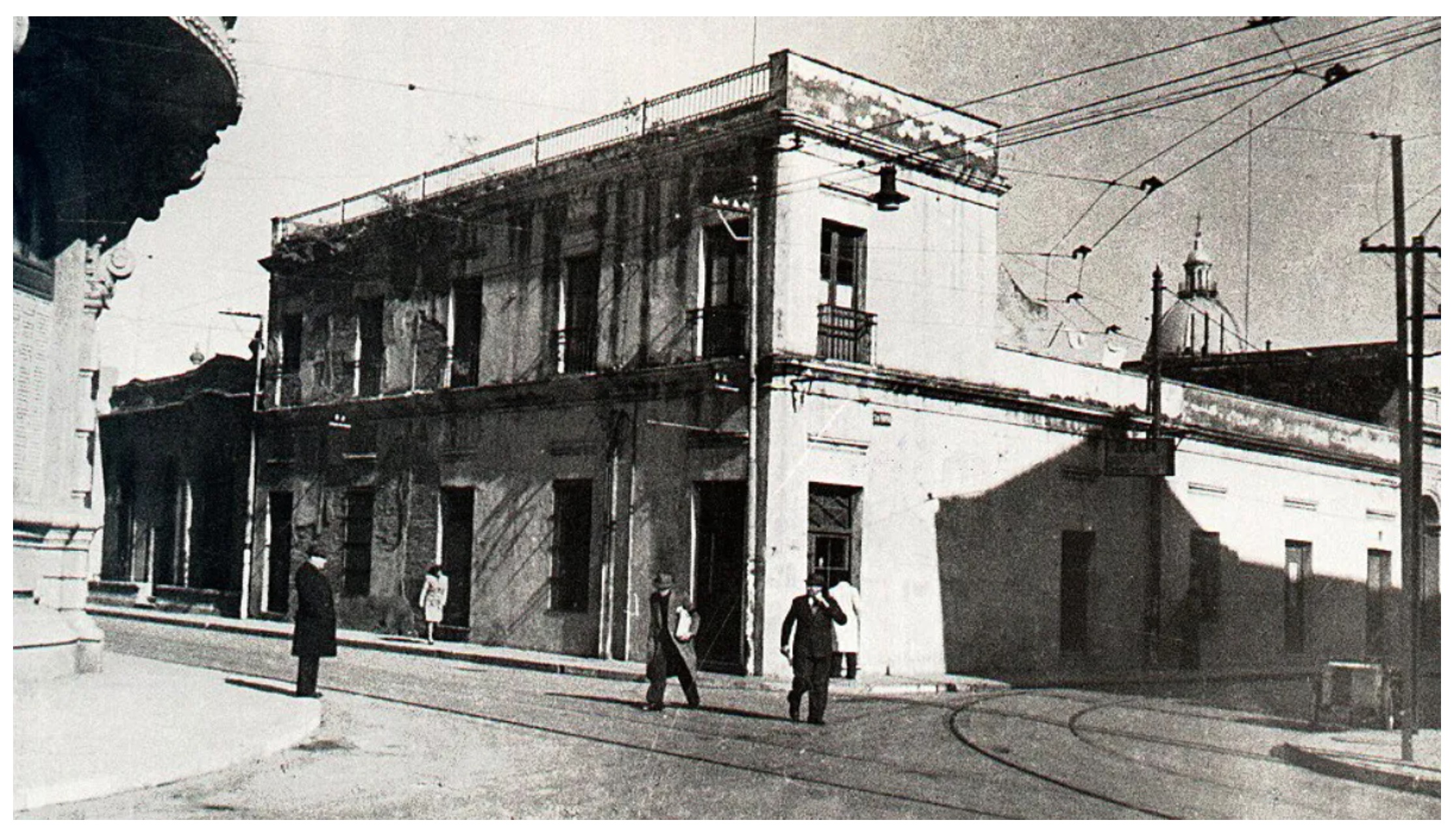
Alfajoreria Merengo desde 1851

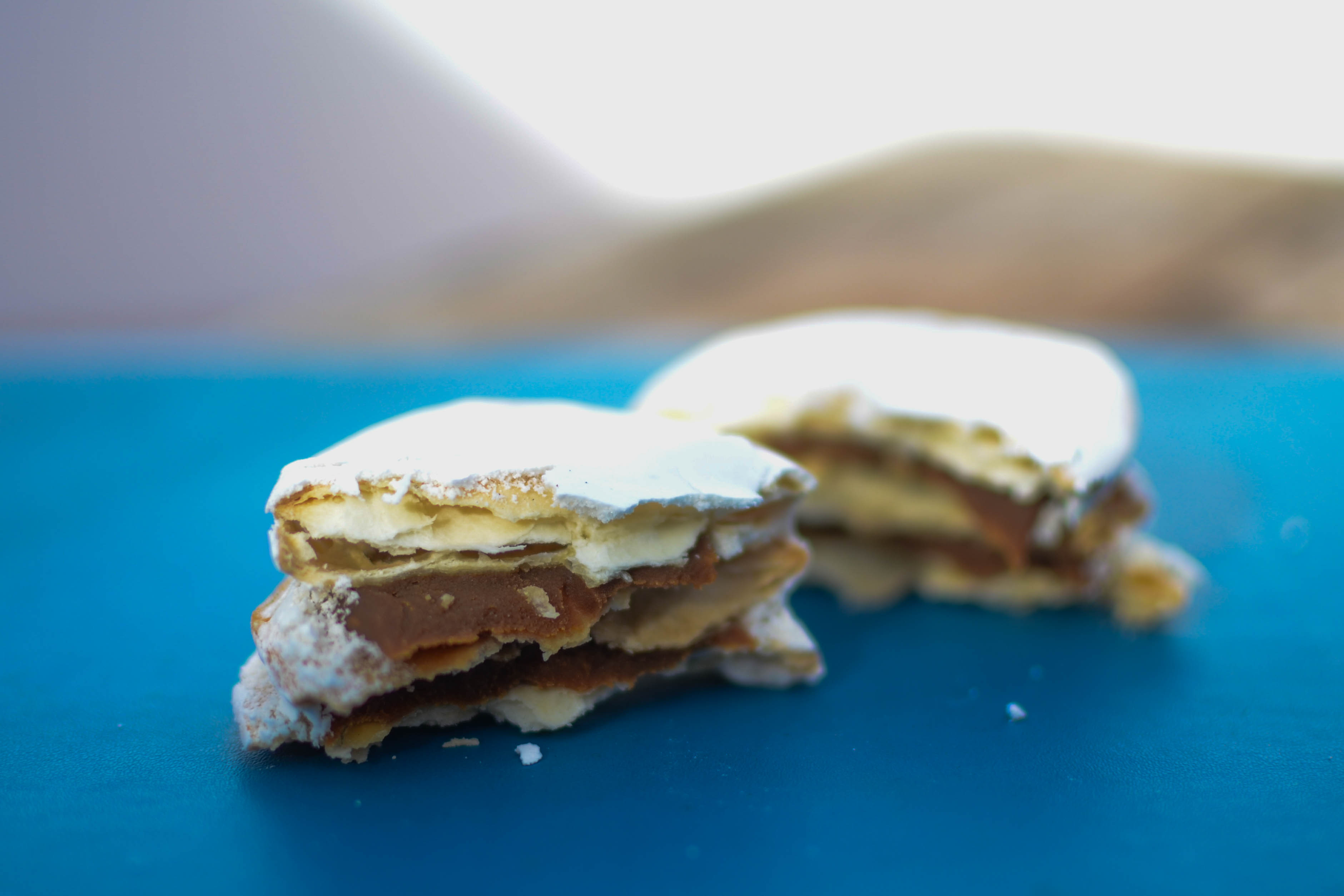
El alfajor santafesino tiene dos o tres tapas de galleta horneada redonda rellenas con dulce de leche y bañadas en merengue.

El primer alfajor propiamente argentino que se tiene noticias es el Alfajor santafesino. Este alfajor está unido a la historia de la ciudad de Santa Fe. La elaboración de los típicos alfajores santafesinos comenzó en 1851 en un local ubicado en la esquina S.O. de San Jerónimo y 3 de Febrero, a pocos metros del Cabildo (en cuyo solar actualmente se encuentra la Casa de Gobierno de Santa Fe).

Alfajores Merengo desde 1951

 Su dueño y creador del alfajor se llamaba Hermenegildo Zuviría a quien apodaban “Merengo”. Los ingredientes básicos de este alfajor eran: galletas de masa salada circulares tostadas rellenas con dulce de leche y bañadas en merengue. Su popularidad surge con la realización de la Convención Constituyente en el año 1853. Fue en esa ocasión cuando los alfajores de Merengo fueron conocidos por todo el territorio nacional de la mano de los 23 constituyentes que, luego de vivir 6 meses en Santa Fe, eligieron este postre para llevarlo de recuerdo a sus hogares. El Coronel santafesino Néstor Fernández lo llevó a la batalla de Caseros y fue cuando el ejército lo probó y se popularizó tanto que el general Justo José de Urquiza se hacía llevar a su estancia San José de Entre Ríos un cargamento semanal de estos alfajores santafesinos. El sobrenombre «Merengo» dio origen a una marca que se consigue hasta estos días en los comercios que venden alfajores de la ciudad de Santa Fe. En la actualidad es patrimonio de la ciudad de Santa Fe y en dicha ciudad y sus alrededores se lo manufactura de manera artesanal.
El alfajor Cordobés fue creado en 1869 por el chef francés Auguste Chammas.
Según el Código Alimentario Argentino:

«Se entiende por Alfajor el producto constituido por dos o más galletitas, galletas o masas horneadas, adheridas entre sí por productos, tales como mermeladas, jaleas, dulces u otras sustancias o mezclas de sustancias alimenticias de uso permitido.
Podrán estar revestidos parcial o totalmente por coberturas, o baños de repostería u otras sustancias y contener frutas secas enteras o partidas, coco rallado o adornos cuyos constituyentes se encuentren admitidos en el presente Código. (...)» Art. 761 bis)

#### Industriales

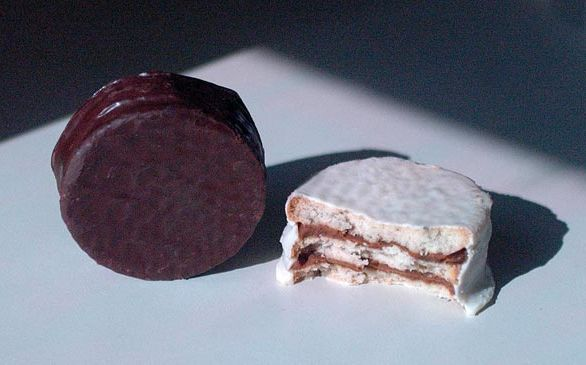
Alfajores triples de chocolate y glaseado.

Como golosina de producción masiva su elaboración se remonta a la década de 1950 en la costa atlántica argentina. Marcas como Havanna y Balcarce son las primeras, desarrollándose posteriormente otras que suman más de 30 distintas en kioscos y supermercados. En 2021, según datos de la Asociación de Distribuidores de Golosinas, Galletitas y Afines, se vendieron 6 millones de alfajores diarios, es decir, 2,19 mil millones de unidades en el año. Es tal la variedad que en las góndolas de los supermercados pueden encontrarse hasta 34 variedades diferentes de este producto. Dentro de esta clase de alfajores, se encuentran los «alfajores triples», los cuales poseen 3 tapas unidas entre sí con dulce de leche y están todos bañados en chocolate (blanco o negro).

#### Regionales

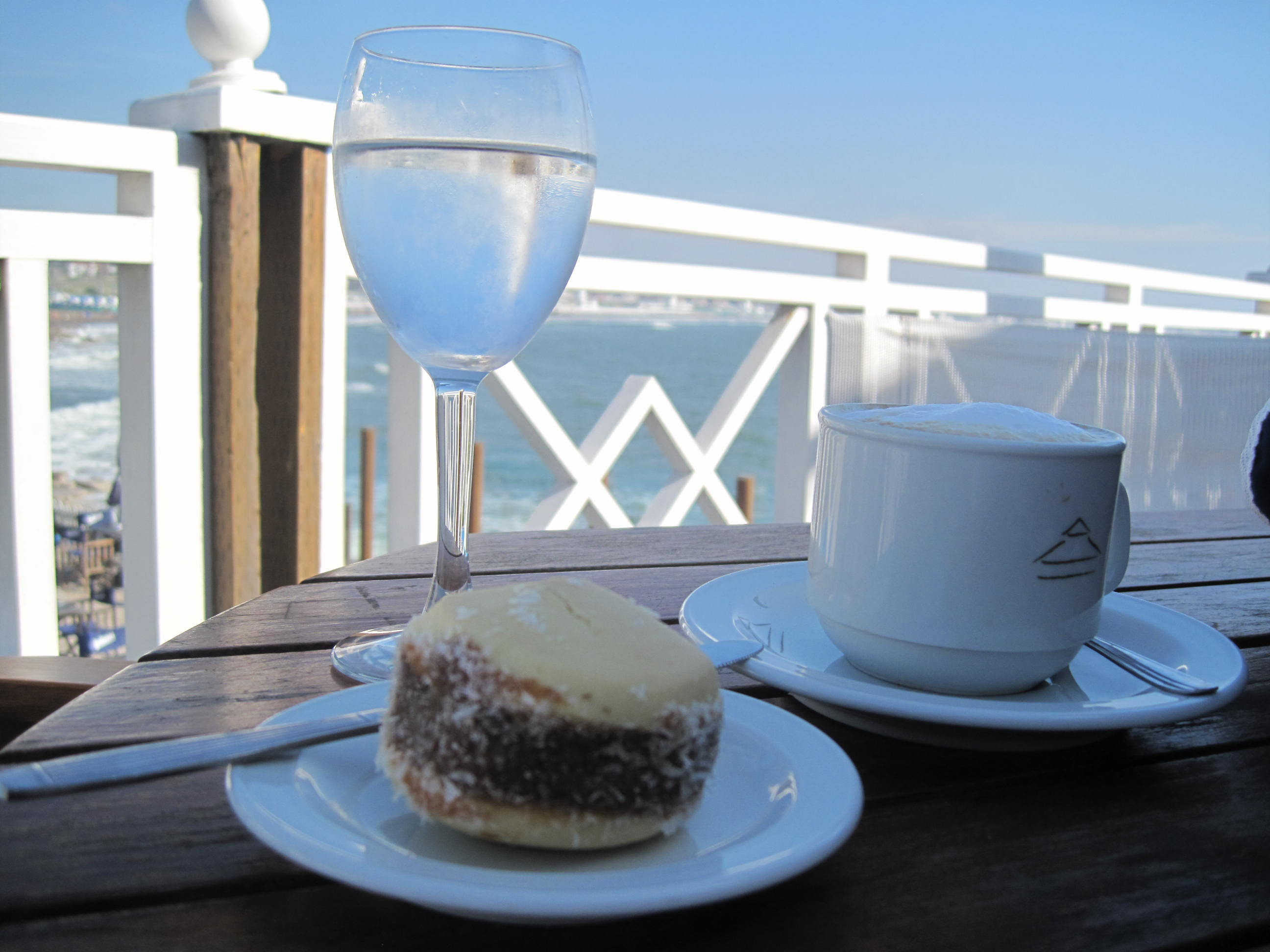
Alfajor de maicena artesanal.

Entre los alfajores regionales argentinos se destacan el cordobés, relleno de dulces de fruta (generalmente de membrillo), el ya mencionado santafesino, una variante llamada Rogel, es más grande (del tamaño de una torta chica) y el tucumano, que es conocido también como clarita, fabricado con unas galletitas crocantes como tapas y relleno de dulce hecho con miel de caña. También propios del país son los alfajores de maicena, cuyas tapas están hechas a base de almidón de maíz, lleva dulce de leche como relleno y coco rallado alrededor de la unión.

#### Festividades
Desde 1989, tiene sede en la ciudad cordobesa de La Falda, la «Fiesta Nacional del Alfajor». Con fecha en el mes de octubre, en esta festividad se organizan concursos y degustaciones de distintas variedades de alfajor, así como también espectáculos, juegos y shows musicales. Además, desde 2017, se celebra en todo el país, en los primeros días de mayo, la «Semana del alfajor».

### Chile

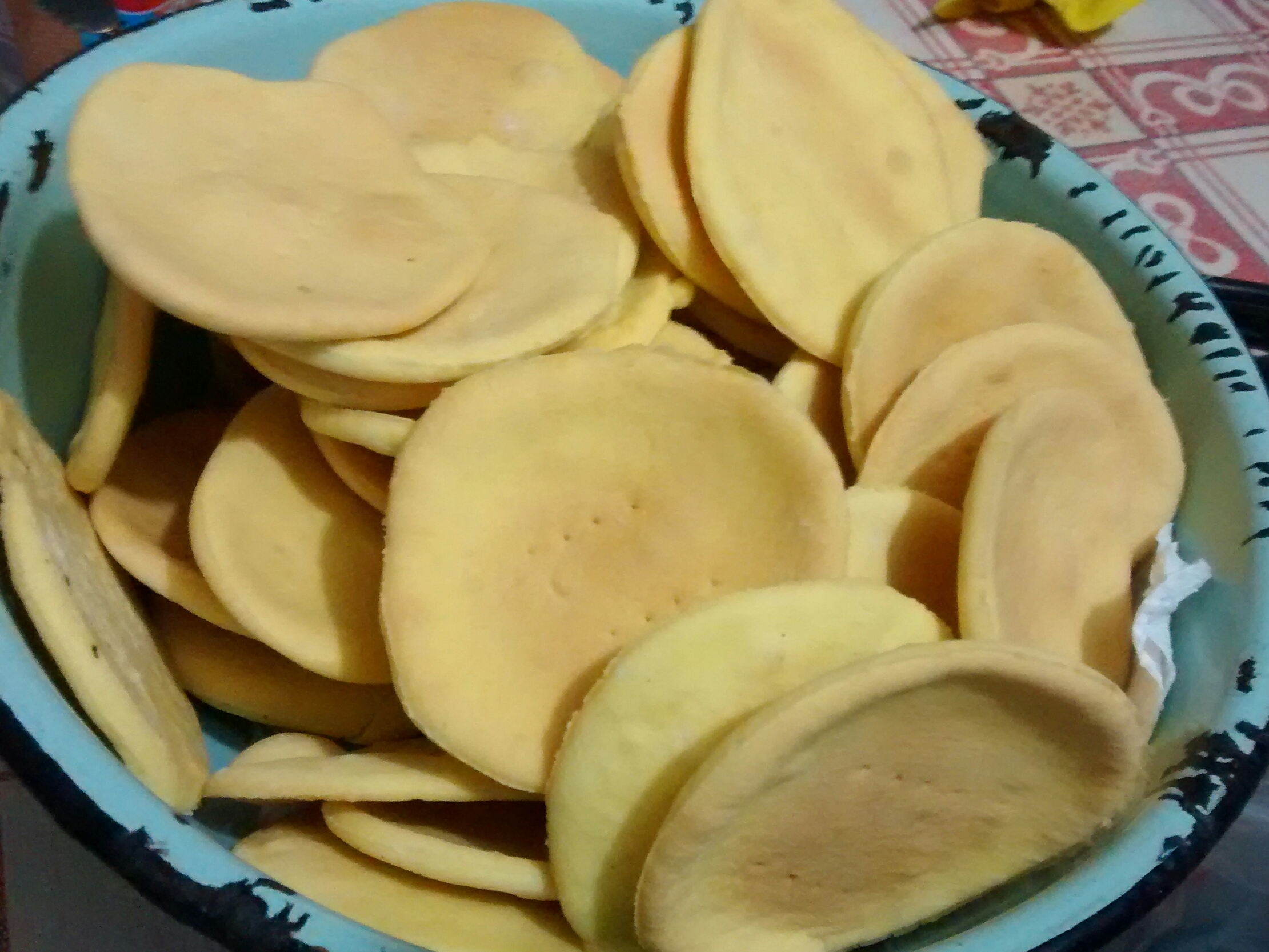
Hojarascas base para preparar alfajores chilenos

El alfajor de maicena en la zona central de Chile se consume durante todo el año; en cambio, en la zona sur de Chile, se consume principalmente otra variante de alfajor, generalmente para las celebraciones de las Fiestas Patrias de septiembre.
La forma del alfajor es básica para todos los tipos de «dulces criollos» chilenos. Sin embargo, el término «alfajor» también suele ser usado para este tipo de dulces —básicamente, dos bizcochos o galletas unidas por manjar y generalmente bañadas en merengue o mermelada y opcionalmente espolvoreadas con azúcar flor—. En Chile se distinguen dos tipos principales de alfajores: 
- El primer tipo de alfajor, similar al alfajor de maicena preparado en otros países de Hispanoamérica, se prepara en todo Chile, y principalmente en la zona central de Chile, donde es un dulce tradicional.[20] Es conocido con otros nombres —como «dulces de maicena» o los típicos «chilenitos»—.[20] Los chilenitos se preparan con maicena u otro tipo de harina y suelen ser más sencillos y más pequeños que los alfajores comunes.
- El segundo tipo de alfajor, considerado el verdadero alfajor tradicional del país, recibe el nombre de «alfajor chileno», siendo preparado principalmente en la zona sur de Chile. A diferencia de los alfajores de maicena tradicionales, destaca por ser preparado con dos hojarascas —especie de galleta de contextura firme y delgada—, que al ser previamente cocidas tienen una forma curva en dos de sus extremos, unidas tradicionalmente con chancaca, con manjar o, en menor medida, con crema pastelera[19] (si se rellenan con chancaca, las hojarascas son un poco más gruesas y planas que aquellas que se rellenan con manjar). De manera opcional, pueden ser adornados en el borde del relleno con coco rallado, principalmente para el caso de los alfajores rellenos de manjar, o con nueces molidas.

### Colombia
Es una golosina hecha con galletas de mantequilla rellenas de arequipe y en los bordes coco rallado o trocitos de maní, muy parecido a los peruanos.

### Costa Rica
Los alfajores en Costa Rica son un dulce bastante popular comercializado en las panaderías del país. Su consumo es tradicional en el Valle Central, donde existen dos variantes: la primera es originaria de Cartago, al este del valle, y resulta de la mezcla entre la receta andaluza para los alfajores y los ingredientes tropicales que abundan en la nación, pues se hacen obleas con harina de maíz blanco tostado, bañadas en almíbar y cubiertas de azúcar molida y canela, rellenos de jalea de piña, muchas veces espolvoreados con coco rallado; mientras que al oeste de la Meseta Central son característicos los alfajores con forma de pequeñas galletas de trigo, bañadas en azúcar glas y rellenas de alguna mermelada o dulce de leche.

### México

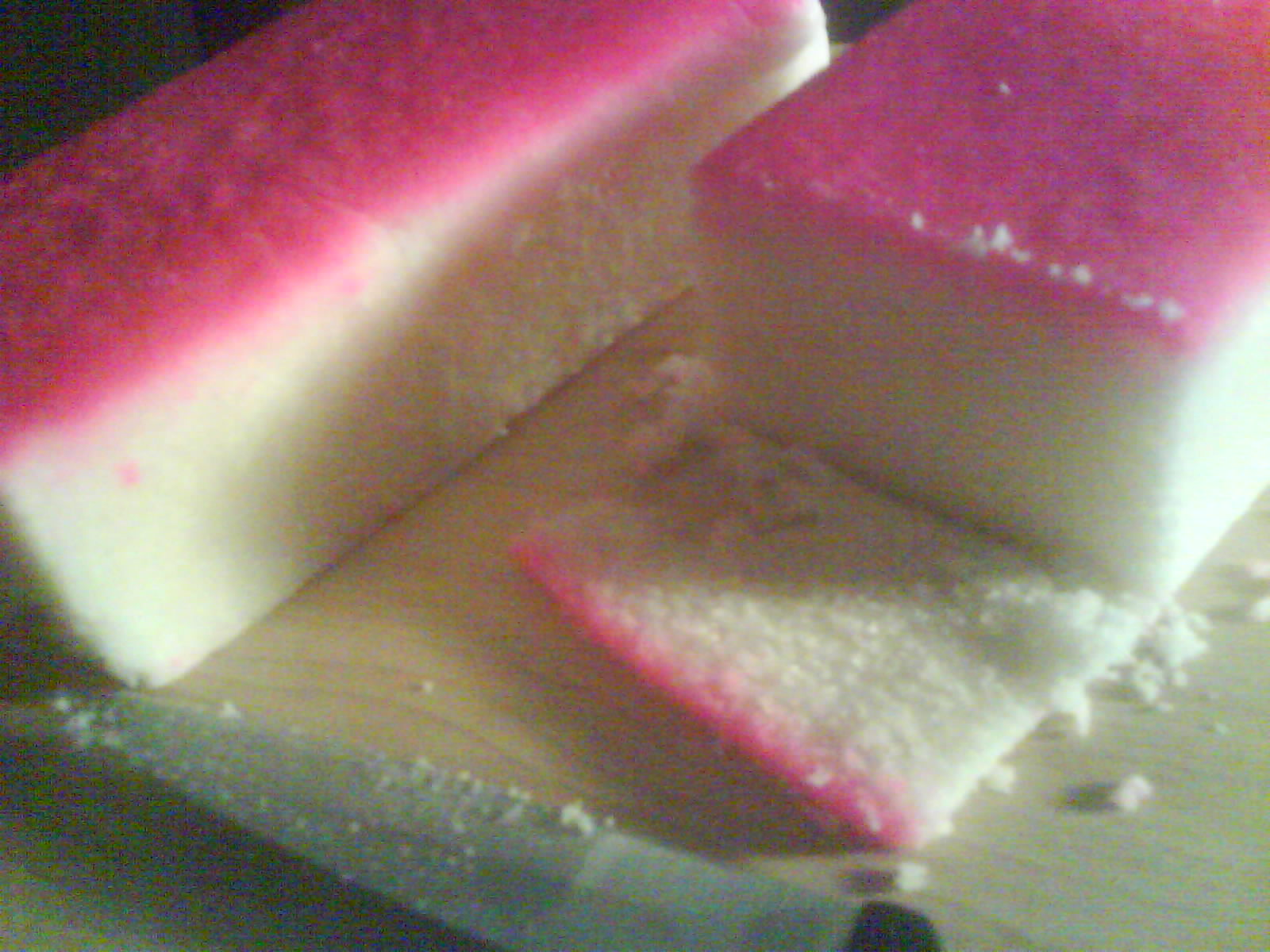
Alfajor México

El alfajor o alfafor en México es un dulce típico en las zonas rurales de todos los estados del país, elaborado a base de granos de maíz recios y tostados, molidos y mezclados con una melcocha hecha a base de piloncillo y anís para dar su sabor característico. Todo esto a fuego lento se hace una masa que se aplana y se deja endurecer a temperatura ambiente para al final, cortar tabletas en forma de rombos.
Sin embargo, también hay dos productos que lleva un proceso a base de obleas delgadas hasta transparentar, rellenos de miel o dulce de leche, en el estado de Michoacán dos obleas redondas se rellenan de dulce de leche y se envuelven en celofán, estas obleas pasaron a ser «Morelianas» por ser Morelia la Capital del estado.  En la Ciudad de México son famosas las obleas con alegres y variados colores vegetales, donde una oblea ya teñida, es doblada por la mitad y se rellena de miel y se le ponen varias semillas de calabaza tostadas en la orilla del medio círculo, adheridas con la misma miel del relleno y con sus puntas dirigidas hacia afuera como espinas de eriso o rayitos de sol, estas semillas le han dado su nombre popular, «pepitorias».

### Paraguay
Es uno de los dulces más típicos de Paraguay, donde generalmente se elaboran con harina o fécula de mandioca, y dulce de leche como relleno.

### Perú

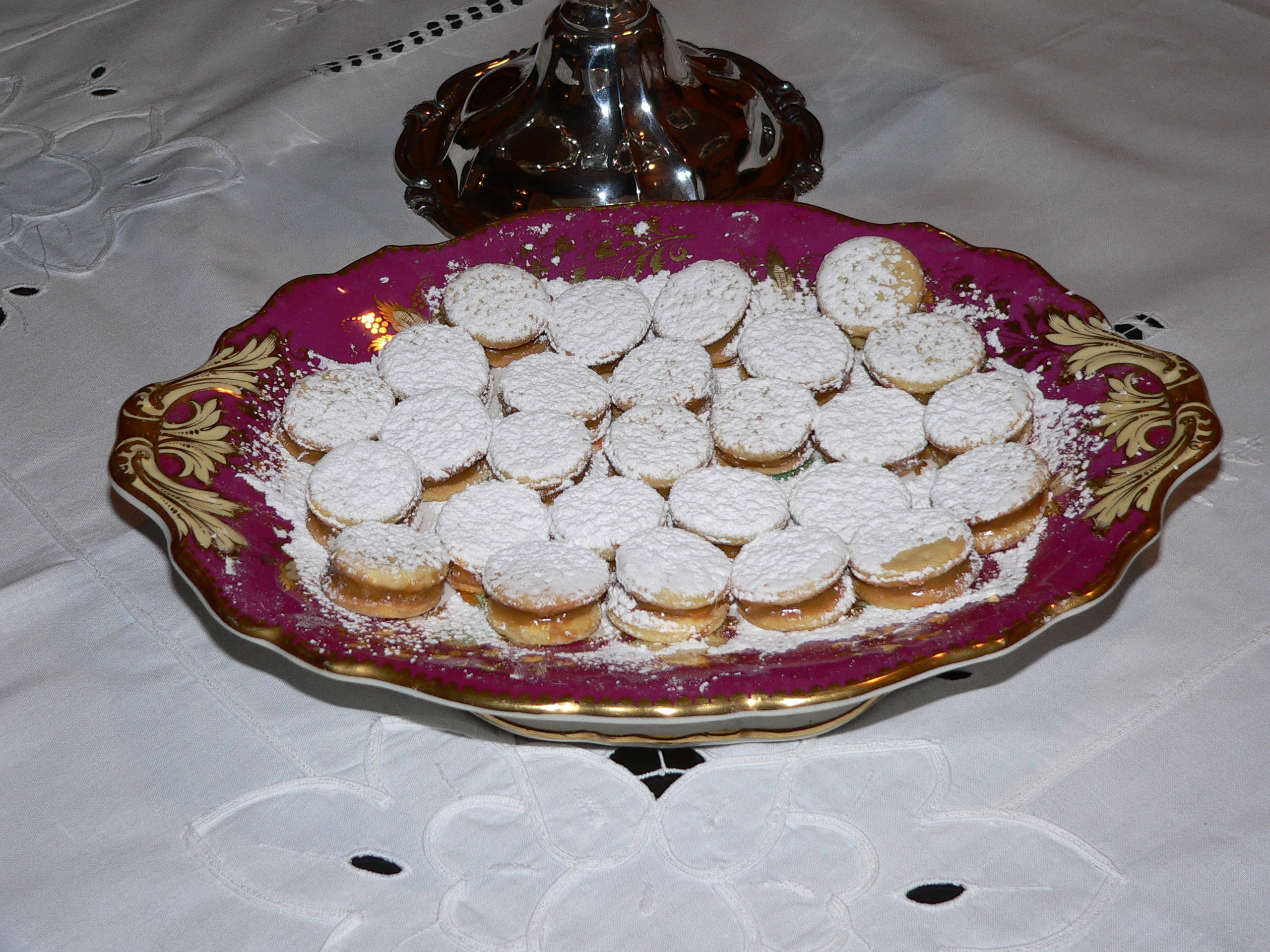
Alfajores peruanos en miniatura

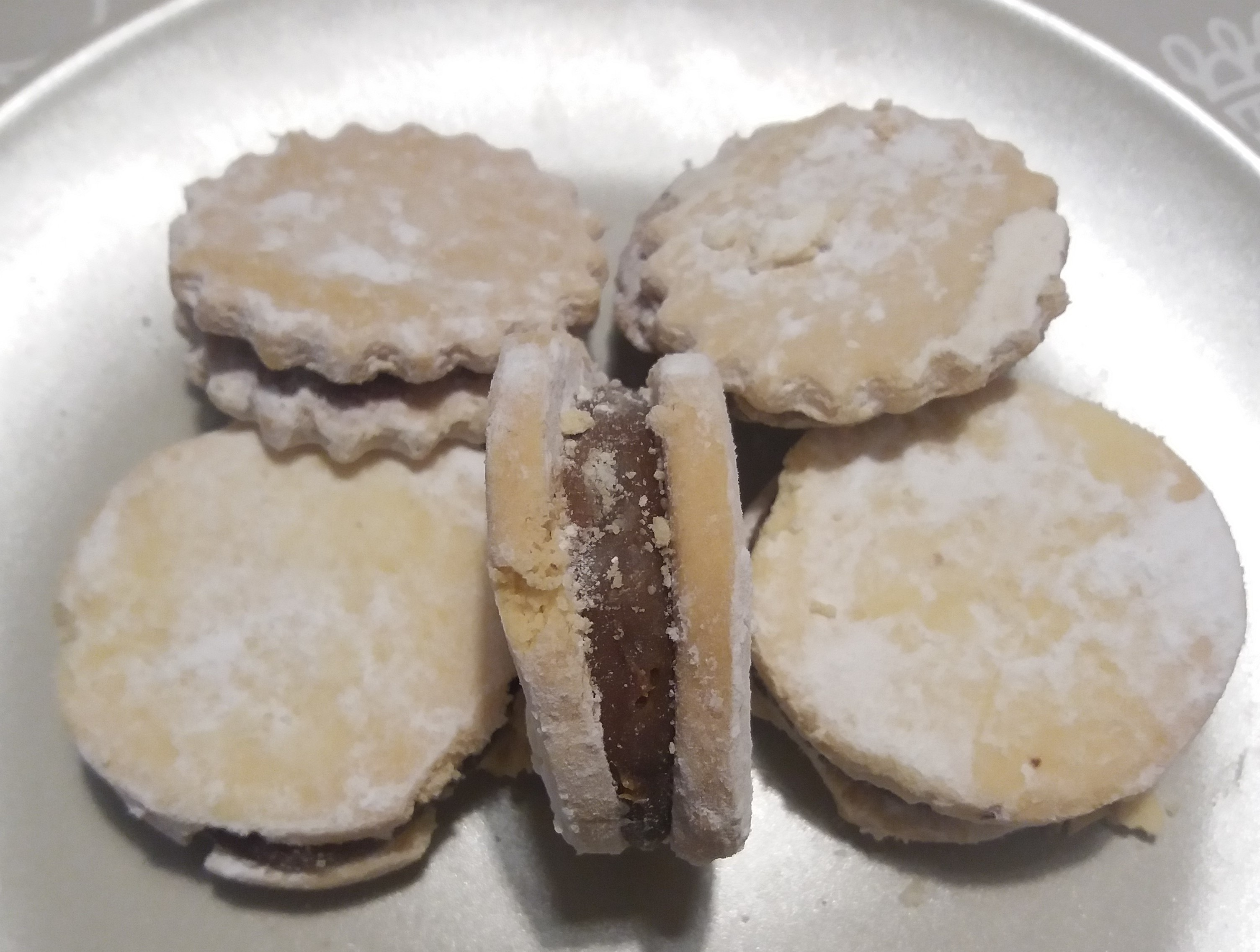
Alfajores peruanos

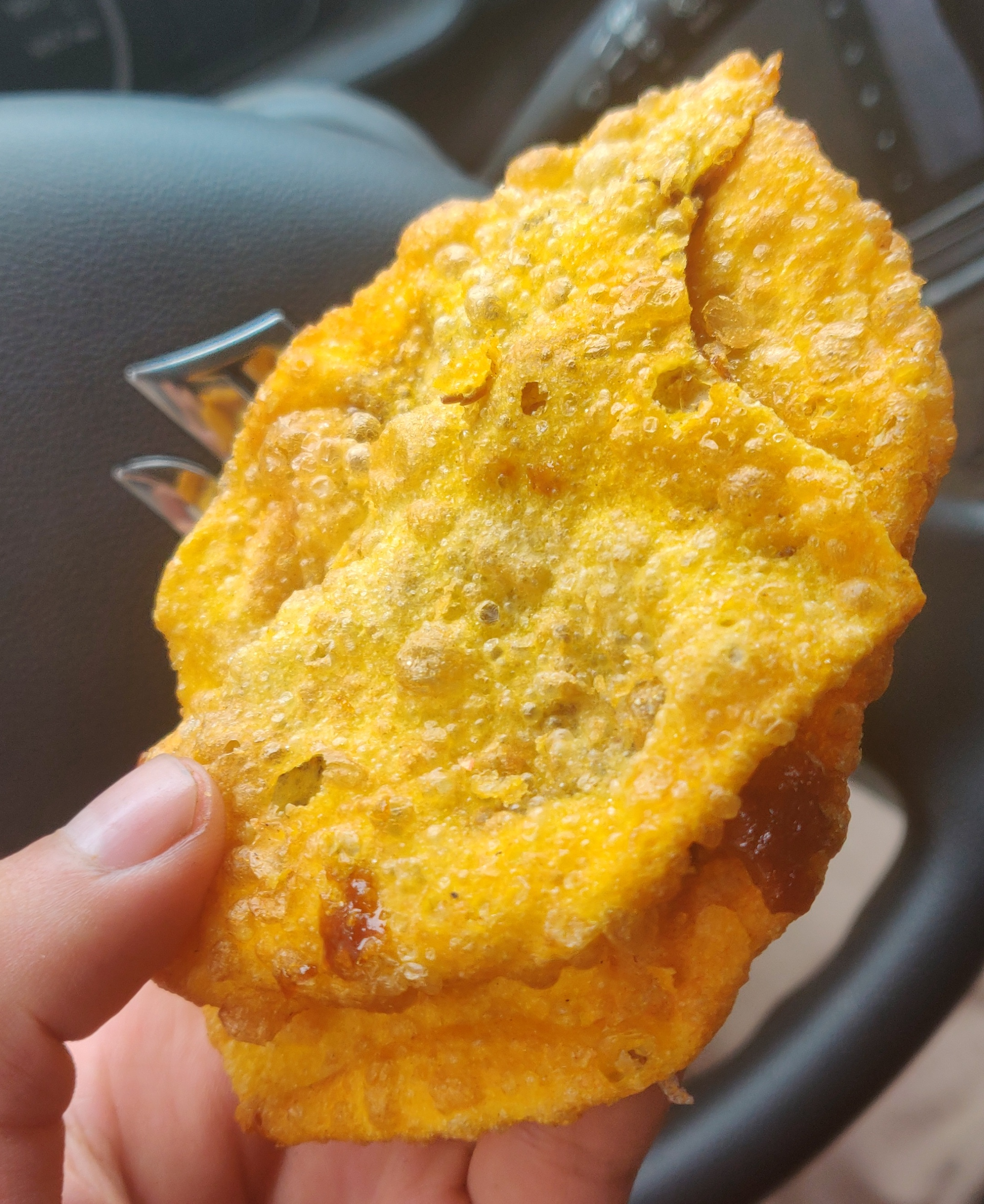
Alfajor de Cajamarca

La historia del alfajor en lo que hoy es territorio peruano se remonta a la época virreinal, aunque la referencia más antigua que se conoce la brinda Manuel Atanasio Fuentes, quien en 1860 afirma que las dulceras ambulantes limeñas, llamadas alfajoreras, vendían sus productos, con el siguiente pregón:

¡Alfajoreee!... ¡Que se va la alfajoreee! ¡buenos alfajoooo...!

Por otro lado, Ricardo Palma menciona los alfajores en sus Tradiciones Peruanas, concretamente en ¡Beba, padre, que le da la vida!...:

Después de consumir, como postres, una muy competente ración de alfajores, pastas y dulces de las monjas, no pudo el comensal dejar de sentir imperiosa necesidad de beber; que seca garganta, ni gruñe ni canta.
Ricardo Palma

La presentación característica es de dos discos de masa de harina horneada unidos por una capa de manjar blanco y espolvoreados con azúcar impalpable. Los hay también de maicena. Antiguamente en Lima los alfajores eran de tres capas.
Existen múltiples ejemplares de este postre, siendo el más destacado, al menos por su tamaño, el King Kong de manjarblanco de Lambayeque, típico del norte del Perú, donde también se suelen rellenar los alfajores con natillas. Otra variedad de la costa norte es el alfajor de algarrobina.
Hay variedades regionales como:
- Alfajor de Cajamarca.[31] En Cajamarca se suelen preprarar de dos formas distintas, pero con ciertas similitudes, a diferencia de otros alfajores en Cajamarca se hacen de un espesor reducido (menos de 1 cm, pero de mayor diámetro (suelen ser de 10 cm a más); una forma es el alfajor de masa horneada, y la otra es de masa frita.
- Alfajor arequipeño: También denominado alfajor de miel o alfajor de la curva, por su forma sinuosa.[27] Su origen se encuentra en el Valle del Tambo en Arequipa. Las galletas son elaboradas con harina de maíz y trigo, y se rellena con miel.[32][33][34]
- Alfajor moqueguano: Similar al arequipeño. A inicios del siglo XX se vendían en Lima. Aún existen unos alfajores llamados «moquehua» en Yapatera. Se rellena de miel o manjarblanco.[35]
- Alfajor de penco: Llamado antiguamente alfajor de yemas,[36] también es típico de Moquegua.[37][38][39] Es mucho más grande que un alfajor común, asemejándose a una torta, con tres capas de masa. La superficie superior es cuertada,[40] mientras que el interior es esponjoso.[35] La masa está elaborada con yemas, anisado moqueguano, bicarbonato y harina, mientras que el relleno es manjarblanco casero, al que se le añade coco, maní, castañas y miel.[41][35] Posiblemente deba su nombre a que la miel de caña que se utilizaba provenía de la localidad chilena de Penco.[36]
- Alfajor de Sayán.[42]

Los voladores son un postre virreinal que guarda similitudes con los alfajores, en cuanto al relleno de manjarblanco, aunque adicionalmente llevan dulce de piña. Se llaman así porque las capas superiores se levantan ligeramente hacia arriba.

### Uruguay

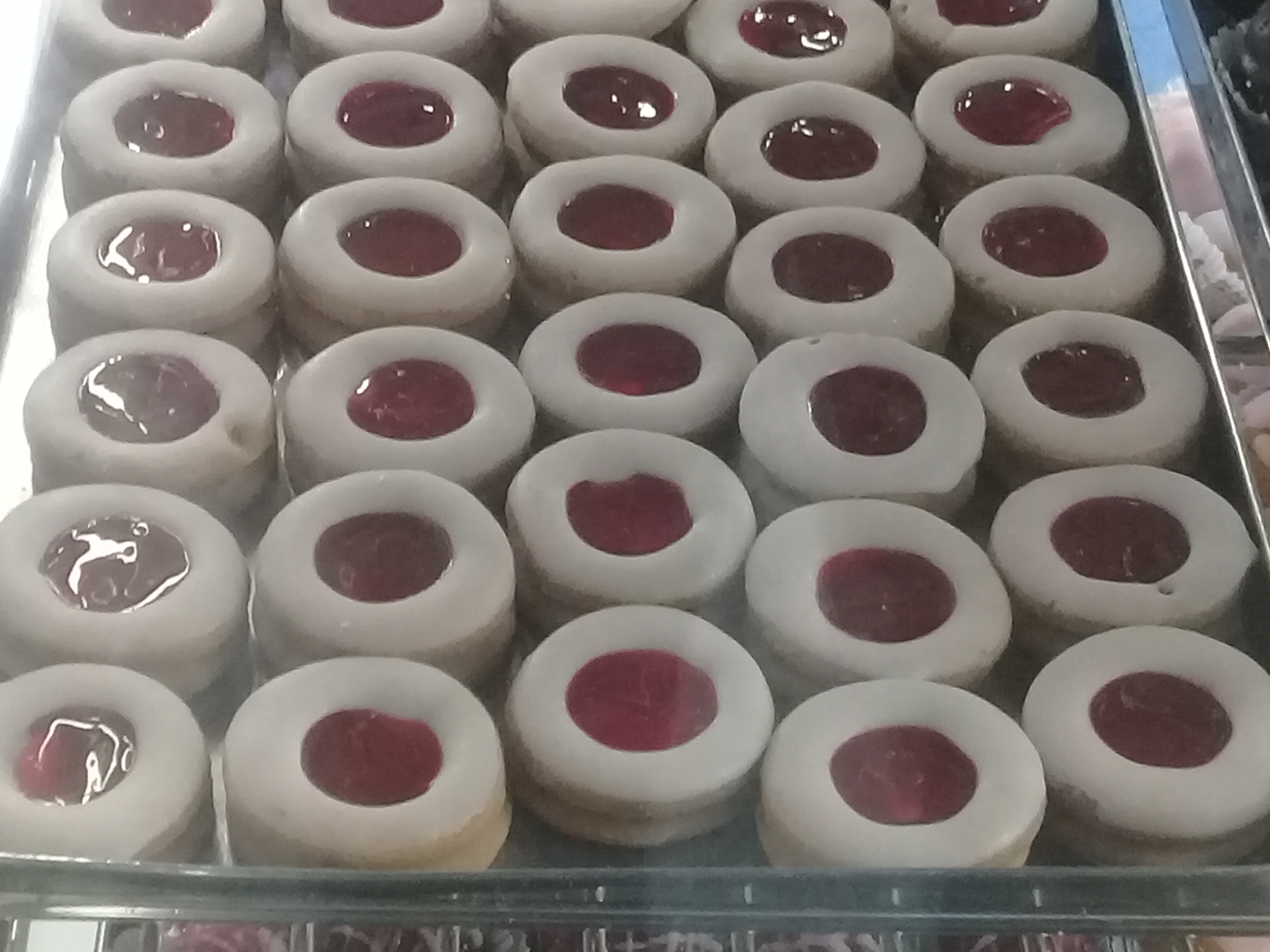
Alfajores "espejitos" recubiertos de azúcar y jalea de membrillo

En Uruguay es una de las golosinas más consumidas, esto debido a que los comerciantes uruguayos traían los alfajores de Argentina[cita requerida] y lo vendían como un producto nacional. Las variedades más comunes son de chocolate, nieve y maicena, con relleno de dulce de leche. También son habituales otros tipo de rellenos (chocolate, merengue, mermeladas, variedades frutales), coberturas, tipos de obleas (galletas, de bizcochuelo, de coco), formas y decoración. Los yo-yo son considerados una variante de los alfajores, la cual es también tradicional en Uruguay.
Las principales plantas elaboradoras de alfajores se ubican en los departamentos de Maldonado, Lavalleja y Montevideo. Exportan a Estados Unidos, España y países del Mercosur. También es un producto de elaboración habitual en panaderías, confiterías y en forma artesanal.

### Venezuela
En Venezuela los alfajores son elaborados a base de maicena, con relleno (de arequipe o mermelada) y rallado de coco.

## Campeonato Mundial del Alfajor
El Campeonato Mundial del Alfajor (Abreviatura: CMA) es una competencia culinaria dedicada a premiar la calidad de los alfajores, una comida típica de América Latina, principalmente Argentina y Uruguay, aunque actualmente Canadá, Gales, Ecuador, Brasil, Perú y Paraguay tienen medallas, Aunque marcas de España, Canadá, Estados Unidos, Países Bajos, Arabia Saudita, Emiratos Árabes Unidos y Colombia participaron del evento. Las muestras enviadas por las empresas se someten a una evaluación, donde un jurado especializado asigna un puntaje a las características establecidas. Los puntajes máximo de cada categoría obtienen las medallas de oro, plata o bronce. Esta organizado por el sanjuanino Juan José Soria, Director técnico del evento y de los eventos secundarios: la Feria Argentina del Alfajor y la Feria Internacional del Alfajor.
El formato es el siguiente: Las muestras enviadas se someten a un procedimiento de cata a ciegas donde un jurado especializado lo puntúa en 35 características sensoriales, entre ellos relleno, galleta, cobertura, apariencia externa, relación galleta-relleno, homogeneidad del relleno, espesor de la cobertura, firmeza, masticabilidad, evaluación gustativa y olfativa, complejidad y equilibrio. Los 3 alfajores con más puntaje de cada categoría ganan la Medalla de Oro, la de Plata y la de Bronce.